# Conjecture de Milnor (théorie des nœuds)
Pour la conjecture de Milnor en K-théorie algébrique, voir Conjecture de Milnor.
En théorie des nœuds, la conjecture de Milnor, aujourd'hui démontrée, affirme que le 4-genre (en) du nœud torique (en) {\displaystyle (p,q)} est
{\displaystyle (p-1)(q-1)/2.}
Il est dans une veine similaire à la conjecture de Thom (en).

## Histoire
Elle a d'abord été prouvée par des méthodes de théorie de jauge par Peter Kronheimer et Tomasz Mrowka. Jacob Rasmussen en a donné ensuite une preuve purement combinatoire en utilisant l'homologie de Khovanov (en), au moyen de l'invariant s. 